# Domenico Calcagno
Domenico Calcagno (nació el 3 de febrero de 1943) es el presidente emérito de la Administración del Patrimonio de la Sede Apostólica desde que fue nombrado por el papa Benedicto XVI el 7 de julio de 2011. Había servido previamente como el secretario del dicasterio desde 2007.

## Biografía

### Primeros años y formación
Calcagno nació en Tramontana (Arquidiócesis de Génova, en la provincia de Alessandria) en 1943. Después de estudiar artes en el seminario diocesano, estudió en la Pontificia Universidad Gregoriana de Roma, obteniendo una licenciatura en teología dogmática. 

### Sacerdocio
Fue ordenado sacerdote en la fiesta de los santos Pedro y Pablo el 29 de junio de 1967 por el cardenal Giuseppe Siri.
Después de varios años de ministerio parroquial, fue nombrado profesor de Teología en la Facultad de Teología del Norte de Italia y, más tarde, en el Instituto Superior de Ciencias Religiosas de Liguria. Él sirvió como el presidente del instituto diocesano y el clero era el vicario episcopal para las "actividades nuevas". A nivel nacional ocupó cargos que incluían: Secretario de la Comisión de sacerdotes italianos, Inspector de la Conferencia Episcopal Italiana para los Institutos de Ciencias Religiosas, Director de Cooperación Nacional Misionera entre las Iglesias, y más recientemente, el Tesorero de la Conferencia Episcopal.

### Episcopado
El papa Juan Pablo II lo nombró obispo de Savona-Noli, el 25 de enero de 2002. Fue ordenado al episcopado el 9 de marzo. Se desempeñó como obispo de Savona hasta que el papa Benedicto XVI lo nombró Secretario de la Administración del Patrimonio de la Sede Apostólica y el arzobispo ad personam el 7 de julio de 2007. El 7 de julio de 2011 se convirtió en su presidente.

### Cardenalato
El 8 de agosto de 2017 fue confirmado como miembro de la Congregación para la Evangelización de los Pueblos ad aliud quinquennium.
El 28 de agosto de 2018 fue confirmado como miembro de la Pontificia Comisión para el Estado de la Ciudad del Vaticano usque ad octogesimum annum.
El 4 de marzo de 2022, durante un Consistorio presidido por el papa Francisco, es promovido a la Orden de los Presbíteros manteniendo la Diaconía elevada pro hac vice a título cardenalicio.
El 7 de marzo de 2023 fue nombrado miembro de la Sección para la primera evangelización y las nuevas iglesias particulares del Dicasterio para la Evangelización, ad biennium.

## Sucesión
| Predecesor: Mario Francesco Pompedda | Cardenal diácono de Anunciación de María 18 de febrero de 2012                                                        | Sucesor: En el Cargo   |
| Predecesor: Attilio Nicora           | Presidente de la Administración del Patrimonio de la Santa Sede 7 de julio de 2011                                    | Sucesor: En el Cargo   |
| Predecesor: -                        | Arzobispo (Ad Personam) Secretario de la Administración del Patrimonio de María 7 de julio de 2007-7 de julio de 2011 | Sucesor: -             |
| Predecesor: Dante Lafranconi         | Obispo de Savona-Noli 25 de enero de 2002-7 de julio de 2007                                                          | Sucesor: Vittorio Lupi |